# Fürstentum Kobrin

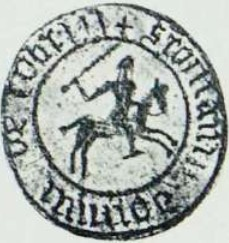
Siegel von Roman, Fürst von Kobrin

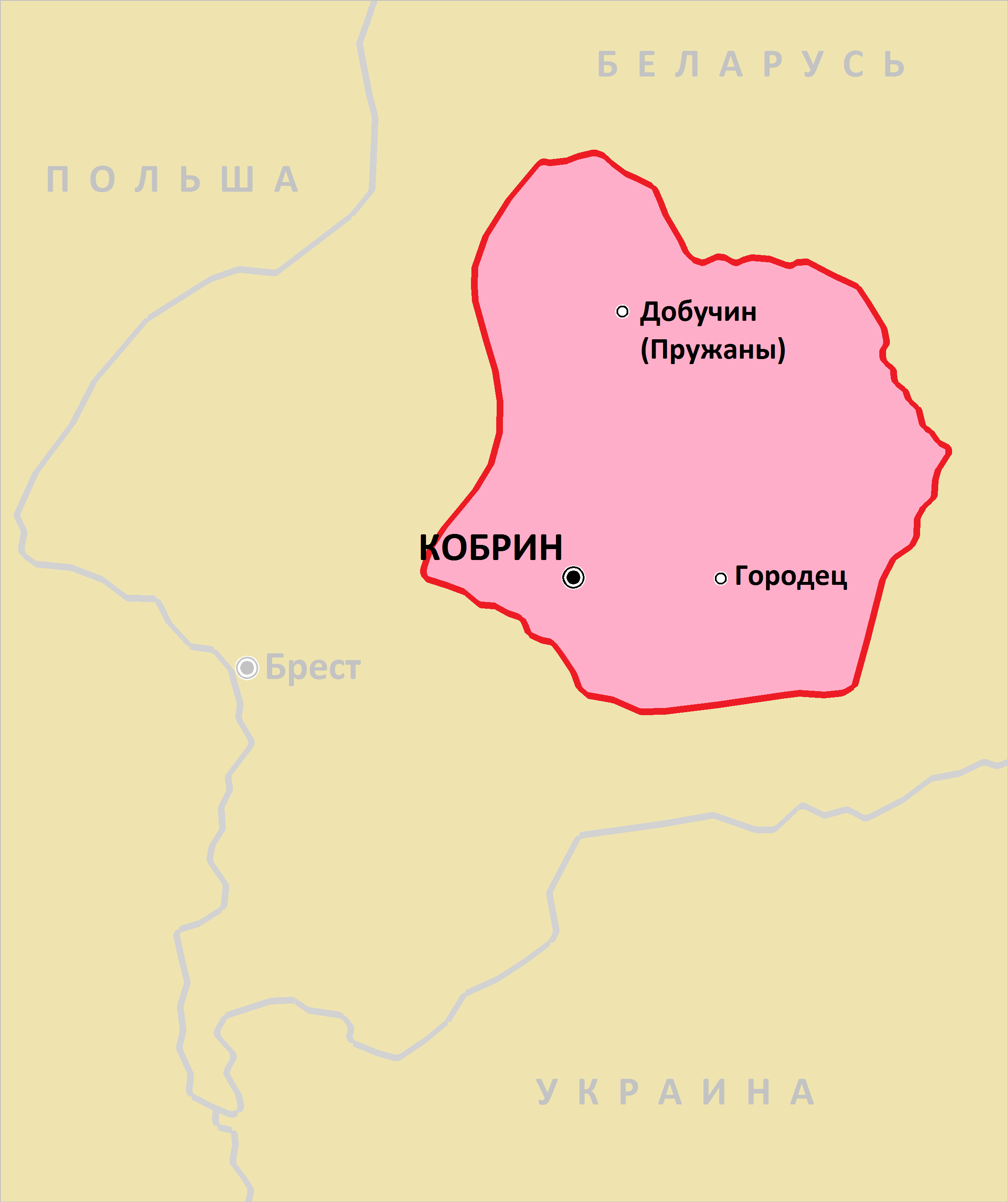
Fürstentum Kobrin 1518

Das Fürstentum Kobrin (russisch Ко́бринское кня́жество) war ein Fürstentum im Großfürstentum Litauen um Kobryn von 1387 bis 1519 im heutigen Belarus.

## Territorium
Das Fürstentum befand sich im Gebiet um Kobryn, wichtige Orte waren Dobutschin, bis 1435 auch Ratne, Ljuboml, Koschersk. 1404 wurden die Dörfer Chrutschtschew, Prochnow, Nesuchojschi und Milanowitschi erwähnt.

## Geschichte
Kobryn wurde zu 1287 erstmals erwähnt, als der Fürst von Halitsch-Wolhynien Wladimir Wassilkowitsch die Burg seiner Frau übertrug.
Seit 1366 gehörte das Gebiet zu Litauen. Großfürst Algirdas übertrug es seinem Sohn Fiodoras.
1377 hatte Fiodoras nach dem Tod des Vaters sich nicht seinem Bruder Jogaila von Litauen, sondern wahrscheinlich dem polnisch-ungarischen König Ludwig I. unterstellt. Er führte in dieser Zeit eine von Halitsch-Wolhynien unabhängige Herrschaft Ratne. 1386 unterstellte er sich Jogailo.
1387 wurde erstmals dessen Sohn Roman von Kobrin erwähnt. 1404 wurden diesem vom Großfürsten Vytautas seine Rechte als Herrscher in Kobrin bestätigt. 1416 wurde er letztmals erwähnt.
1431 wurde dessen Sohn Simon erstmals erwähnt, als er sich im Kampf um das Großfürstentum Litauen auf die Seite von Švitrigaila gegen Sigismund stellte. In der Folge wurde er gefangen genommen und verlor Ratne. Unter seinem Sohn Iwan und dessen Frau Fedora entstanden das Spasskij-Kloster in Kobrin und die Kirche in Dobutschin (Pruschany). Die Ehe blieb ohne männliche Nachfolger. 1492 wurden Fedora nach dem Tod ihres Mannes von Großfürst Alexander die Rechte über ein Drittel des Territoriums bestätigt. Sie heiratete 1492 Juri Pocowicz, 1508 den Kanzler des Großfürstentums Mikołaj Radziwiłł.
Letzte Fürstin von Kobrin war Anna, Tochter von Simon. Als diese 1518 starb, wurde das Fürstentum in eine Starostei umgewandelt und an ihren Mann Wacław Stanisławowicz Kostewicz gegeben.
1532 wurde Königin Bona Sforza die Starostei übertragen, 1566 ging sie in den Powiat Pińsk der neu geschaffenen Woiwodschaft Brześć Litewski ein.

## Fürsten von Kobrin
Die Jahre bezeichnen die erste und letzte erhaltene schriftliche Erwähnung der Personen, die Herrschaft begann wahrscheinlich jeweils früher und endete später
- Roman (1387–1416), Sohn von Fiodoras von Ratne, Enkel von Algirdas, Großfürst von Litauen
- Simonas (Simon) (1431–1455), Sohn von Roman
- Johann (Iwan) (?–1491), Sohn von Simonas
- Fedora (1492–1512), Ehefrau von Iwan, Tochter von Iwan Rogatinski
- Anna (1512–1518), Tochter von Simonas